# سانت فرویتس د باخس
سانت فرویتس د باخس (به اسپانیایی: Sant Fruitós de Bages) یک شهرستان در اسپانیا است که در استان بارسلون واقع شده‌است.

## خصوصیات
سانت فرویتس د باخس ۲۲٫۲ کیلومترمربع مساحت و ۷٬۹۶۱ نفر جمعیت دارد و ۲۴۷ متر بالاتر از سطح دریا واقع شده‌است.